# Cipe Pineles
Cipe Pineles (Vienna, 23 giugno 1908 – Suffern, 3 gennaio 1991) è stata una direttrice artistica e grafica austriaca naturalizzata statunitense che fece carriera a New York grazie ai magazine Seventeen, Charm, Glamour, House & Garden, Vanity Fair e Vogue. È conosciuta per essere stata la prima art director donna membro dell'Art Directors Club di New York. Sposò due importanti designer (William Golden e Will Burtin) di cui rimase vedova. Nel 1996, cinque anni dopo la sua morte, l'Aiga le ha assegnato una medaglia.

## Biografia
La carriera di graphic designer di Cipe Pineles, emigrata in America durante gli anni '20, iniziò quando venne assunta direttamente da Condè Nast per lavorare presso l’ufficio di M.F. Agha, che all’epoca si occupava della direzione artistica delle pubblicazioni di Vogue, Vanity Fair e House and Garden. Tra gli anni ’30 e gli anni ’40, grazie alla collaborazione con Agha e Nast, si avvicinò al mondo editoriale diventando la prima art director donna del mercato di massa americano; il contatto con questi due autori influenzò la sua produzione artistica portandola a promuovere contenuti relativi a problemi sociali e politici. Questa sua tendenza divenne evidente a seguito di un breve periodo a capo della redazione di Glamour (1942-1947), quando assunse il ruolo di art director di Seventeen (1947-1950) e Charm (1950-1959).
La maturità stilistica dell’autrice inizia a consolidarsi verso gli anni ’50 dopo che lei divenne direttrice artistica di Charm; confrontando la sua produzione precedente con quella della maturità emergono differenze tematiche e stilistiche.
Fu proprio grazie al suo intervento che quest’ultima rivista, la cui pubblicazione iniziò già negli anni ‘40, acquistò fama e notorietà: venne rilanciata come The magazine for Women Who Work, diventando così il primo mensile <<per le donne che lavorano>>.
La rivista era indirizzata esplicitamente a un pubblico formato da donne in carriera che si occupavano anche della casa e della famiglia; l’intento di selezionare un target femminile preciso verso il quale rivolgere i contenuti del mensile è comune alle sue precedenti pubblicazioni per Seventeen (il magazine era orientato a un pubblico di giovani ragazze). La scelta di un target selezionato si affianca alla volontà della graphic designer di promuovere direttive creative che porranno le basi per lo sviluppo di un linguaggio grafico rinnovato rispetto a quello del passato.
Nella copertina di Seventeen del Maggio 1950 (cfr. Cover di Cipe Pineles, Seventeen Maggio 1950)  emerge uno stile grafico che l’art director manterrà anche negli anni seguenti quando lavorerà per Charm. Copertina e titolo interagiscono dinamicamente; l’adozione di un layout decentrato, una composizione asimmetrica, fotografie senza cornice (o che si fondono completamente con la carta pagina) e la giustapposizione di immagini hanno aiutato a creare interfacce visivamente stimolanti: nella copertina alla quale si fa riferimento il pubblico di lettrici diventa infatti soggetto della copertina stessa e l’impaginazione dell’immagine gioca su una ripetizione a cornice. Sei anni dopo presso la redazione di Charm, per l’edizione del Gennaio 1954 (cfr. Cover di Cipe Pineles, Charm Gennaio 1954), le scelte grafiche riproposte sono simili: il layout tipografico è semplificato e costituito da pochi elementi distribuiti in modo tale da generare una gerarchia visiva efficace. La fotografia risulta più prominente e si sostituisce progressivamente all’illustrazione; la gabbia tipografica diventa elastica e il testo, così come l’immagine, trasgredisce gli spazi consueti di impaginazione. Il titolo e le parti scritte si muovono liberamente nella pagina, oltrepassando i margini e lo spazio di lettura risulta essere espanso. Il carattere romano moderno capitale adottato per il logotipo della testata editoriale si condensa rispetto a quello usato nelle edizioni precedenti al 1950 e lo stesso font viene impiegato sia per i sottotitoli che per lo sfondo tipografico sul quale è posta la figura in ritaglio fotografico.
Dal punto di vita grafico, infatti, il lavoro dell’autrice per Charm si rivela innovativo: dobbiamo a lei un layout dal design moderno che si focalizza sul dialogo compositivo e integrato tra testo e immagini (cfr. Editoriale di Cipe Pineles, Charm Gennaio 1954). I soggetti dell'editoriale e delle copertine sono resi attraverso tecnica fotografica e illustrativa, alcuni realizzati direttamente dalla graphic designer, altri da professionisti del settore. L’art director portò su questa rivista mainstream l’arte e gli artisti, avvicinandoli al mondo commerciale e creando degli impaginati in cui gli oggetti sostituiscono le lettere, come se fossero dei giochi di parole. Usando la fotografia e adattando le strategie sperimentali della “New Typography”, i graphic designer collaboratori occasionali delle varie testate editoriali (Andy Warhol, Ben Shahn, Ad Reinhardt) imposero nuovi standard illustrativi qualitativamente alti.
Tuttavia anche i contenuti risultano aggiornati: il rinnovamento infatti non avvenne solo in campo visivo, ma riguardò anche le tematiche proposte dall’autrice.
Il lavoro portato avanti da Cipe Pineles per Seventeen non aveva nessun intento legato alla volontà di promuovere una riforma sociale; nei mensili dell’Aprile 1948 (cfr. Cover di Cipe Pineles, Seventeen Aprile 1948)  e Settembre 1949 (cfr. Cover di Cipe Pineles, Seventeen Settembre 1949) gli strilli di copertina ‘Girl meets boy Issue’ e ‘Birthday Issue’ sottolineano l’intento di trattare temi poco impegnativi e per lo più legati alla vita quotidiana del pubblico di lettrici a cui la rivista era rivolta.
Il suo approccio per Charm fu invece differente: le tematiche avevano una direzione sociale a sostegno della causa dell’emancipazione femminile. A tal proposito sono particolarmente significativi sono gli strilli di copertina ricorrenti come “Back to business”, “Different woman after five”, “Should you work while pregnant?” o “You and your paycheck” e sottotitoli quali “Invest it wisely in fashion, your home, your future”  (cfr. Cover di Cipe Pineles, Charm Febbraio 1953).
La causa sostenuta è sottolineata inoltre dallo slogan riproposto in più pubblicazioni: “What are you working for? Because you have to? Because you want to?”; (cfr. Cover di Cipe Pineles, Charm Aprile 1953).
Cipe Pineles, dopo aver assunto la carica di art director presso Charm, iniziò a improntare il magazine verso argomenti che avevano lo scopo di educare il pubblico all’accettazione della donna come figura professionalmente attiva e di successo.
Nel lavoro portato avanti dall’autrice per queste due riviste, i cui caratteri sono posti a confronto, si individuano un consolidamento dello stile grafico ed una maturità tematica influenzata dagli eventi storici e sociali a lei contemporanei; grazie alla sua capacità di affermarsi come donna in un settore con predominanza di figure maschili, Cipe Pineles divenne un modello di innovazione per le generazioni successive.